# 사회주의 노동자당 (미국)

사회주의노동자당(Socialist Workers Party, SWP)은 미국의 트로츠키주의 공산당이다. SWP는 소련 지도자 이오시프 스탈린보다 레프 트로츠키를 지지했다는 이유로 미국 공산당에서 쫓겨난 단체로 출발했다.
소련이 붕괴되기 전까지 SWP는 미국에서 가장 큰 트로츠키주의 조직이었다. 1960년대와 1970년대에 SWP와 청년 사회주의 연합(Young Socialist Alliance)은 CPUSA와 민주사회를 위한 학생(Students for a Democratic Society)에 이어 세 번째로 큰 사회주의 조직이었다. SWP는 많은 분열을 겪었고 회원 수가 감소했다. 현대 SWP는 트로츠키주의 사회주의 대안과 마르크스-레닌주의 사회주의해방당 같은 그 후손보다 규모가 작다.
SWP는 파업을 지원하기 위한 '연대 활동'에 우선순위를 두고 있으며 쿠바를 강력하게 지지한다. 주간 신문인 더 밀리턴트(The Militant)를 발행하고 패스파인더 프레스(Pathfinder Press)를 유지 관리한다.

## 같이 보기
- 미국의 사회주의 운동
- 미국 사회당 (1901년)
- 미국 민주사회주의자들
- 미국 공산당